# Banc Vitalici
|  | Per a altres significats, vegeu «Banc Vitalici d'Espanya». |

El Banc Vitalici és un edifici de Lleida protegit com a bé cultural d'interès local. Edifici aïllat amb façana davant-darrere i de concepte pantalla per a tancar la plaça Sant Joan. Planta baixa-sòcol, planta noble, tres plantes secundàries i rematades pel tractament de l'àtic i el vol de la cornisa. Escala interior, encaixada amb formes singulars dels esglaons. Relleus escultòrics d'Enric Monjo de Barcelona. Façana del darrere secundària. Murs de càrrega i pilars interiors. Aplacats de pedra i arrebossat al darrere. Coberta de teula àrab.